# Hans Pischner
Hans Pischner   (Breslau, 20 de febrer de 1914 - Berlín, 15 d'octubre de 2016) va ser un clavecinista, musicòleg, director d'òpera, polític cultural alemany a la RDA i membre del Comitè Central (ZK) del SED (Partit Socialdemòcrata d'Alemanya).

## Biografia
Hans Pischner era fill d'un afinador de pianos de Breslau. Va estudiar piano amb Bronisław von Poźniak i clavecí amb Gertrud Wertheim, així com musicologia a la Universitat Friedrich Wilhelm de Silèsia a Breslau. De 1933 a 1939, va treballar com a professor de música i solista de concerts. Després del servei militar i l'empresonament soviètic, es va unir al SED el 1946 i va ensenyar a l'Acadèmia de Música Franz Liszt de Weimar a partir de 1946, convertint-se en el seu subdirector el 1947. El 1948 va ser nomenat professor. De 1950 a 1954, Pischner va ser cap del Departament de Música del Comitè Estatal de Radiodifusió de la RDA i va ajudar a donar forma a la radiodifusió estatal. Al Ministeri de Cultura, recentment fundat, va ser inicialment cap del Departament de Música de 1954 a 1956 i després va exercir com a viceministre de Cultura sota Johannes R. Becher i Alexander Abusch i Hans Bentzien de 1956 a 1963. El 1956, la seva àrea de responsabilitat incloïa el Departament de Música i VEB Deutsche Schallplatten, les Institucions d'Ensenyament Artístic, l'Obra Cultural de Masses i la Direcció Alemanya de Concerts i Actuacions Convidades, així com el Departament de Pressupost i Auditoria. Per tant, era en gran part responsable per part estatal de la política musical de la RDA.
De 1963 a 1984, Hans Pischner va ser director artístic de l'Òpera Estatal de Berlín Unter den Linden. De 1970 a 1978, va ser vicepresident de l'Acadèmia d'Arts de la RDA; la seva elecció com a president de l'Acadèmia, planejada per Kurt Hager el 1974, va fracassar. També va ser president de la Nova Societat Bach, totalment alemanya, amb seu a Leipzig, de 1975 a 1990, la internacionalització de la qual va promoure.
Com a president de l'Associació Cultural de la RDA de 1977 a 1989, va ser responsable de guiar i dirigir el sector cultural d'acord amb els desitjos de la direcció del SED després de l'expatriació de Biermann. Al mateix temps, va defensar músics que van ser mal rebuts a la RDA, com ara, durant un temps, el director d'orquestra Hartmut Haenchen. Va presentar la seva dimissió del càrrec de president de l'Associació Cultural el 28 de novembre de 1989. A la mateixa reunió, tot el presidium de l'Associació Cultural va dimitir. Va ser membre del Comitè Central del SED de 1981 a 1989.
Hans Pischner sempre va aconseguir trobar temps per al clavicèmbal a més de les seves obligacions professionals, oferint concerts públics, entre d'altres, al Trio de Cambra de Berlín amb Hans-Peter Schmitz (flauta) i Bernhard Günther (viola da gamba), i fent nombrosos enregistraments.
De 1995 a 2008, va ser president honorari de la Societat Internacional per a la Promoció de Joves Artistes Intèrprets "BühnenReif" (ISSA) i membre fundador del Patronat del Festival de Brandenburg Elbland a Wittenberge. El 2007, va ser nomenat primer membre honorari del Taller Cultural Europeu (EKW), amb seu a Berlín/Viena. El desembre de 2011, va ser nomenat membre honorari de l'Associació Richard Wagner Berlín-Brandeburg.

## Importància
Hans Pischner va ser una d'aquelles personalitats de la vida musical de l'Alemanya Oriental que, d'una banda, van tenir una gran influència i, de l'altra, van ser molt controvertides. Es va fer un nom tant com a director d'institucions estatals com a artista intèrpret. Com a viceministre de Cultura, va donar forma a la vida musical de la RDA a nivell estatal. Més tard, va continuar sent un important funcionari cultural, dirigint una organització de masses com a president de l'Associació Cultural i actuant en interès del SED.
Com a director artístic de la Staatsoper Unter den Linden, va mostrar més "obstinació" (Alf Lüdtke). Ell mateix va admetre a la seva autobiografia com va ser capaç de manipular hàbilment el sistema al seu favor durant la seva època com a director artístic: {{Cita|"Coneixia el que feia, generalment era capaç de fer passar les meves idees i sabia com ajudar-me a mi mateix fins i tot en situacions complicades. Si un sabia tocar el teclat dels aparells –que sovint estaven en desacord entre si– i no fer massa preguntes i així provocar respostes indesitjables, hi havia maneres d'evitar les estrangulacions polítiques anti artístiques i escapar del terror ideològic".Com a director artístic, malgrat molts riscos i resistències culturals i polítiques, va aconseguir que la seva casa guanyés renom mundial amb el seu programa exigent i el seu conjunt. Després que molts músics abandonessin el conjunt després de la construcció del Mur de Berlín, la Staatskapelle va tornar a convertir-se en una de les orquestres més importants d'Europa. Pischner va aconseguir transformar solistes emergents com Peter Schreier, Theo Adam, Anna Tomowa-Sintow i Siegfried Vogel en estrelles internacionals de l'òpera que van gaudir de dècades d'èxit.
Pischner va aconseguir les estrenes de les òperes de Paul Dessau Einstein, Leonce und Lena i Lancelot malgrat la considerable oposició de l'aparell del partit i de l'estat. Sota la direcció de l'esposa de Dessau, Ruth Berghaus, es van convertir en punts culminants de la vida musical. Com a diplomàtic hàbil i expert musical experimentat, va tenir la capacitat de desmentir moltes doctrines i refutar la freqüent animositat dels funcionaris culturals envers les influències occidentals. Hans Pischner havia portat l'austríac Otmar Suitner a casa seva com a director musical general. Era un director d'orquestra d'una estatura extraordinària, experimentat a l'escena internacional i dotat de sòlides habilitats tècniques. El nomenament d'Erhard Fischer com a director en cap de l'Òpera Estatal també va resultar previsible, ja que representava un contrapunt moderat a l'estil de teatre musical de la "Komische Oper Berlin". Tot i això, com a antic col·laborador de directors com Joachim Herz, la seva hàbil direcció va portar l'èxit tant a clàssics com a estrenes de l'època de Pischner. En l'última emissió de Da Capo el 4 de desembre de 1989, amb August Everding, el cantant d'òpera Ekkehard Wlaschiha el va lloar com un dels millors i més humans directors, que estimava els seus cantants i els tractava amb respecte, assegut a la seva llotja a gairebé totes les funcions. Si no podia assistir a una funció, es disculpava amb els seus cantants.
Com a clavecinista, Pischner ha actuat en moltes sales de concerts d'arreu del món durant dècades. La seva interpretació està documentada en nombroses gravacions, inclosa amb el seu amic David Oistrakh. El seu principal interès sempre han estat les obres de Johann Sebastian Bach i Georg Friedrich Händel, però també obres contemporànies.

## Premis
- 1961: Premi Händel del districte de Halle
- 1961: Premi Nacional de la RDA, tercera classe, d'art i literatura, "per la seva destacada interpretació de les obres de Johann Sebastian Bach, Georg Friedrich Händel i altres mestres dels segles XVII i XVIII com a clavecinista".[14]
- 1962: Medalla Johannes R. Becher[15]
- 1973: Orde Patriòtica al Mèrit en Or
- 1976: Premi Nacional de la RDA, primera classe, d'art i literatura
- 1979: Estrella d'Or de l'Amistat entre les Nacions
- 1984: Tancament Honorífic de l'Orde Patriòtica al Mèrit en Or[16]
- 1988: Premi Goethe de la ciutat de Berlín
- 1989: Orde Karl Marx amb motiu del 40è aniversari de la RDA[17]
- 1997: Membre honorari i president honorari del Taller Cultural Europeu Berlín-Viena (EKW)
- 1999: Creu Federal al Mèrit de Cinta[18]

## Publicacions
- «Música i revolució». Discurs sobre Richard Wagner com a revolucionari de 1948, pronunciat el 22 de juny de 1948 al Grup de Treball de Weimar de l'Associació Cultural per a la Renovació Democràtica d'Alemanya, Verlag Kulturwille, Weimar 1948.
- «Lluitador per una música nacional alemanya», a: «Der Rundfunk», vol. 8 (1953), pàg. 29–30.
- «Música a la Xina». Henschel, Berlín (RDA) 1955.
- «La teoria harmònica de Jean Philippe Rameau. Les seves premisses històriques i el seu impacte en els escrits teòrics musicals francesos, italians i alemanys del segle XVIII. Una contribució a la història del pensament musical». Berlín (RDA), Universitat Humboldt, Facultat de Filosofia, tesi doctoral del 10 de maig de 1961 [Edició impresa: VEB Breitkopf & Härtel, Leipzig 1963].
- «Estrenes de tota una vida». Autobiografia. Verlag der Nation, Berlín (RDA) 1986, ISBN 9783373000204.
- "Claus, fets, somnis. Música i política entre la utopia i la realitat". Autobiografia. Henschel Verlag, 2006, ISBN 3-89487-538-0.[19]